# Steve White (skipper)
Pour les articles homonymes, voir White et Steve White.
Steve White est un skipper britannique né en 1972.
Il termine 8e du Vendée Globe 2008-2009 en 109 j 00 h 36 min 5 s soit 24 j 20 h 32 m 57 s après le vainqueur Michel Desjoyeaux.

## Biographie
Steve commence la voile à 16 ans. En 2005 il affrète un ancien Open 50 appelé Olympian Challenger pour faire la course transatlantique en solitaire OSTAR 2005. Il remporté l'OSTAR 2005 dans la catégorie monocoque (4e au général) sur un vieux bateau fatigué contre toute attente, alors que de nombreux bateaux plus récents et meilleurs ont échoué en raison de conditions météorologiques inhabituellement mauvaises et de conditions difficiles.

## Palmarès
- 2005
  - 1er monocoque de l'OSTAR 2005 sur Olympian Challenger
- 2009
  - 8e du Vendée Globe 2008-2009 sur Toe in the Water[1]